# 土井貴仁
土井 貴仁（どい たかひと、1990年 - ）は、元不眠症当事者、睡眠健康指導士。京都府与謝郡与謝野町出身。

## 略歴
幼少の頃から不眠に悩み、中学生時代には不登校、高校生時代には中退を経験。高等学校卒業程度認定試験合格を経て、睡眠薬を服用しながら神戸大学発達科学部（現・国際人間科学部）に合格。2014年卒業後、株式会社ウイングル（現・株式会社LITALICO）に就職するも、不眠をきっかけに退職。治療に専念する中で、不眠の認知行動療法に出会い、不眠を克服。
現在は、帝人株式会社の睡眠コーチングサービス「スリープコーチ」の共同開発をはじめ、ヒューマンアカデミー株式会社の通信教育講座「スリープケアカウンセラー」の講師としての講座企画・テキスト作成や、睡眠・不眠に特化した情報サイト「フミナーズ」での記事執筆などを行っている。

## 著書
- 『ベッドにいてはいけない―不眠のあなたが変わる認知行動療法』（弘文堂、2018年）ISBN 978-4335651762